# ISO/IEC 8859-3
ISO/IEC 8859-3:1999, Informační technologie – 8bitové jednobytové kódované grafické znakové sady – část 3: latinská abeceda čís. 3 (anglicky Information technology — 8-bit single-byte coded graphic character sets — Part 3: Latin alphabet No. 3) je třetí částí řady standardů osmibitových znakových kódů ISO/IEC 8859 vycházejících z ASCII, která byla poprvé publikována v roce 1988. Neformálně se označuje jako Latin-3 nebo jihoevropská. Kódování bylo původně navrženo pro turečtinu, maltštinu a Esperanto; pro turečtinu se však doporučuje používat později definované kódování ISO/IEC 8859-9. ISO/IEC 8859-3 bylo oblíbené u uživatelů Esperanta, ale postupně je nahrazováno Unicode.
ISO/IEC 8859-3 nedefinuje význam kódů 0-31 a 127-159, ale předpokládá se, že budou doplněny řídicími znaky C0 a C1 (a znakem DEL) definovanými v ISO/IEC 6429. Takto doplněné kódování označuje IANA jako ISO-8859-3, Microsoft jako code page 28593 (třetími stranami zpravidla označované jako Windows-28593), IBM jako code page 913.

## Struktura kódové stránky
Vysvětlivky:
|  | Alfabetický znak Řídicí znak Číslice Interpunkce | Rozšířená interpunkce Grafický znak Mezinárodní znak Nedefinováno |

|    | _0            | _1         | _2         | _3         | _4         | _5         | _6         | _7         | _8         | _9         | _A         | _B         | _C          | _D           | _E         | _F         |
| 0_ |               |            |            |            |            |            |            |            |            |            |            |            |             |              |            |            |
| 1_ |               |            |            |            |            |            |            |            |            |            |            |            |             |              |            |            |
| 2_ | SP 0020 32    | ! 0021 33  | " 0022 34  | # 0023 35  | $ 0024 36  | % 0025 37  | & 0026 38  | ' 0027 39  | ( 0028 40  | ) 0029 41  | * 002A 42  | + 002B 43  | , 002C 44   | - 002D 45    | . 002E 46  | / 002F 47  |
| 3_ | 0 0030 48     | 1 0031 49  | 2 0032 50  | 3 0033 51  | 4 0034 52  | 5 0035 53  | 6 0036 54  | 7 0037 55  | 8 0038 56  | 9 0039 57  | : 003A 58  | ; 003B 59  | < 003C 60   | = 003D 61    | > 003E 62  | ? 003F 63  |
| 4_ | @ 0040 64     | A 0041 65  | B 0042 66  | C 0043 67  | D 0044 68  | E 0045 69  | F 0046 70  | G 0047 71  | H 0048 72  | I 0049 73  | J 004A 74  | K 004B 75  | L 004C 76   | M 004D 77    | N 004E 78  | O 004F 79  |
| 5_ | P 0050 80     | Q 0051 81  | R 0052 82  | S 0053 83  | T 0054 84  | U 0055 85  | V 0056 86  | W 0057 87  | X 0058 88  | Y 0059 89  | Z 005A 90  | [ 005B 91  | \ 005C 92   | ] 005D 93    | ^ 005E 94  | _ 005F 95  |
| 6_ | ` 0060 96     | a 0061 97  | b 0062 98  | c 0063 99  | d 0064 100 | e 0065 101 | f 0066 102 | g 0067 103 | h 0068 104 | i 0069 105 | j 006A 106 | k 006B 107 | l 006C 108  | m 006D 109   | n 006E 110 | o 006F 111 |
| 7_ | p 0070 112    | q 0071 113 | r 0072 114 | s 0073 115 | t 0074 116 | u 0075 117 | v 0076 118 | w 0077 119 | x 0078 120 | y 0079 121 | z 007A 122 | { 007B 123 | \| 007C 124 | } 007D 125   | ~ 007E 126 |            |
| 8_ |               |            |            |            |            |            |            |            |            |            |            |            |             |              |            |            |
| 9_ |               |            |            |            |            |            |            |            |            |            |            |            |             |              |            |            |
| A_ | NBSP 00A0 160 | Ħ 0126 161 | ˘ 02D8 162 | £ 00A3 163 | ¤ 00A4 164 |            | Ĥ 0124 166 | § 00A7 167 | ¨ 00A8 168 | İ 0130 169 | Ş 015E 170 | Ğ 011E 171 | Ĵ 0134 172  | SHY 00AD 173 |            | Ż 017B 175 |
| B_ | ° 00B0 176    | ħ 0127 177 | ² 00B2 178 | ³ 00B3 179 | ´ 00B4 180 | µ 00B5 181 | ĥ 0125 182 | · 00B7 183 | ¸ 00B8 184 | ı 0131 185 | ş 015F 186 | ğ 011F 187 | ĵ 0135 188  | ½ 00BD 189   |            | ż 017C 191 |
| C_ | À 00C0 192    | Á 00C1 193 | Â 00C2 194 |            | Ä 00C4 196 | Ċ 010A 197 | Ĉ 0108 198 | Ç 00C7 199 | È 00C8 200 | É 00C9 201 | Ê 00CA 202 | Ë 00CB 203 | Ì 00CC 204  | Í 00CD 205   | Î 00CE 206 | Ï 00CF 207 |
| D_ |               | Ñ 00D1 209 | Ò 00D2 210 | Ó 00D3 211 | Ô 00D4 212 | Ġ 0120 213 | Ö 00D6 214 | × 00D7 215 | Ĝ 011C 216 | Ù 00D9 217 | Ú 00DA 218 | Û 00DB 219 | Ü 00DC 220  | Ŭ 016C 221   | Ŝ 015C 222 | ß 00DF 223 |
| E_ | à 00E0 224    | á 00E1 225 | â 00E2 226 |            | ä 00E4 228 | ċ 010B 229 | ĉ 0109 230 | ç 00E7 231 | è 00E8 232 | é 00E9 233 | ê 00EA 234 | ë 00EB 235 | ì 00EC 236  | í 00ED 237   | î 00EE 238 | ï 00EF 239 |
| F_ |               | ñ 00F1 241 | ò 00F2 242 | ó 00F3 243 | ô 00F4 244 | ġ 0121 245 | ö 00F6 246 | ÷ 00F7 247 | ĝ 011D 248 | ù 00F9 249 | ú 00FA 250 | û 00FB 251 | ü 00FC 252  | ŭ 016D 253   | ŝ 015D 254 | ˙ 02D9 255 |
|    | _0            | _1         | _2         | _3         | _4         | _5         | _6         | _7         | _8         | _9         | _A         | _B         | _C          | _D           | _E         | _F         |